# Тонгариро (вулканичен масив)
Тонгариро (на английски: Mount Tongariro) е вулканичен масив в централната част на Северния остров в Нова Зеландия, в региона Манавату-Уонгануи, разположен в националния парк „Тонгариро“. Състои се от 12 вулканични конуса, покрити със сняг. Максималната му височина е 1978 m. Първото изригване на вулкана се предполага, че е било преди около 250 000 години. От 1839 г. досега са се случили 70 изригвания, като последното е на 7 август 2012 г. На около 3 km южно от Тонгариро се издига постоянно действащият вулкан Нгаурохое (2291 m), а на още 15 km на юг е разположен вулканът Руапеху (2796 m). Вулканичният масив Тонгариро е предпочитана туристическа дестинация в Нова Зеландия.